# Bernardo Attolico
Bernardo Attolico, I conte di Adelfia (Canneto di Bari, 17 gennaio 1880 – Roma, 10 febbraio 1942), è stato un diplomatico e nobile italiano.

## Biografia

### Carriera accademica
Laureatosi nel 1901 in Giurisprudenza all'Università di Roma, studioso di Economia politica, nel 1903 divenne professore di Scienze finanziarie all'Istituto Tecnico di Foggia. Successivamente si recò negli Stati Uniti, in Canada e in Turchia come Ispettore Governativo dell'Emigrazione.

### Carriera diplomatica

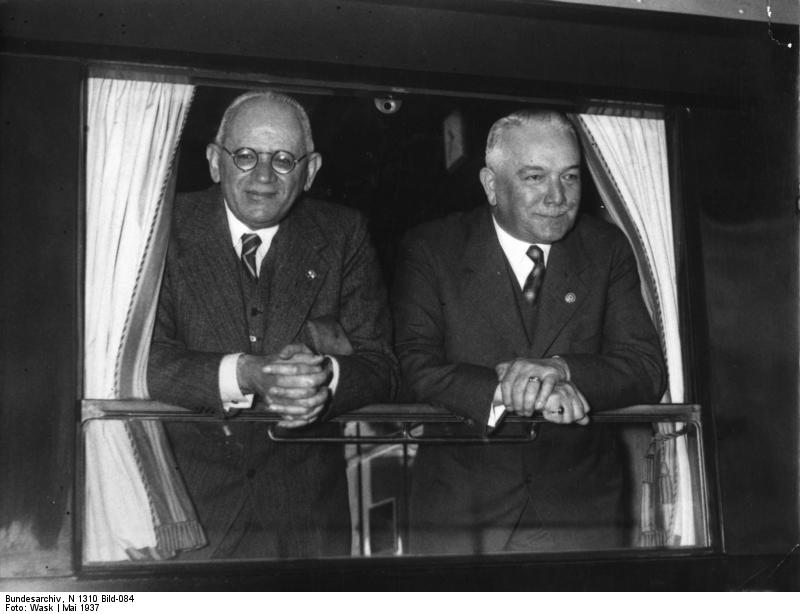
Bernardo Attolico e Konstantin von Neurath

Nel 1915 fu chiamato a rappresentare il Ministero dell'Agricoltura, Industria e Commercio presso la Commission Internationale de Ravitaillement di Londra e nel 1916 rappresentò l'Italia nel Wheat Executive, nel War Purchases and Finance Council, nell'Allied Maritime Transport Executive e nel Food Council Executive.
Dopo essere stato Consigliere tecnico alla Conferenza della pace nel 1919, dal 1920 ricopre diverse funzioni all'interno  della Società delle Nazioni fra cui quella di Alto Commissario a Danzica nel dicembre del 1920, di direttore della sezione per la riduzione degli armamenti nel 1921 e di Vice Segretario Generale dal 1922 al 1927.
Successivamente fu ambasciatore dello Stato Italiano, ricoprendo le sedi diplomatiche nel 1927 di Rio de Janeiro e nel 1930 di Mosca. 
Nel 1935 fu ambasciatore a Berlino e nel 1940 presso la Santa Sede.

#### Ruolo svolto nelle relazioni internazionali
Circa la sua permanenza nella capitale dell'Unione Sovietica, nella quale operò per il ministro degli Esteri Dino Grandi alla realizzazione degli accordi italo-sovietici, riguardante peraltro l'appoggio italiano all'ingresso dell'URSS nella Società delle Nazioni, Mario Toscano scrisse che "seppe sfruttare, in un indirizzo generale di politica distensiva e di intese in Europa, sia l'azione del Commissario agli Esteri Litvinov, per un inserimento dell'URSS nella vita internazionale, sia la tendenza di Mussolini ad appoggiare ogni accordo coi paesi dell'Est europeo per un sistema di sicurezza". Di assai diverso tenore il relato di Francesco Saverio Nitti che, in un articolo giornalistico nel quale lo accusava di avere a che fare con lo spionaggio, si domandava: "Lo spirito d'intrigo d'Attolico, quale attività spiegherà a Mosca?"
L'operato di Attolico portò comunque alla sottoscrizione, il 2 settembre 1933, di un patto di amicizia e non aggressione fra Roma e Mosca. Dovette in seguito gestire la questione del trattamento degli stranieri in URSS, che veniva visto da parte italiana come strumento per la protezione dei sovversivi, in ispecie italiani, che vi si rifugiavano; la questione provocò diverse frizioni, come nel caso della richiesta di rimpatrio di Luigi Tolentino, capo della Federazione Provinciale Palermitana del Partito Comunista d'Italia nel 1924 e agente segreto del Comintern nella capitale sovietica negli anni Trenta.
Attolico era un uomo anziano ma energico, fascista moderato e diplomatico esperto, furbo e attento; soprattutto, fu infaticabilmente alla ricerca di una pace di equilibrio tra le potenze europee. 
Famoso fu un suo rapporto allarmante a Benito Mussolini che denunciava come imminente un attacco tedesco contro la Polonia, in cui suggeriva al Duce di accelerare un incontro tra Ciano e Ribbentrop per pretendere ulteriori garanzie. Quando ormai agli italiani appariva palese che gli alleati tedeschi volevano solo la guerra, Mussolini, su suggerimento di Ciano e Attolico, tentò di smarcarsi dal Patto d'Acciaio, firmato pochi mesi prima, per l'impreparazione del suo esercito. Per giustificare la sua scelta con Adolf Hitler, il Duce scrisse che aveva bisogno di moltissime materie prime e ne mandò una sterminata lista al Führer. Attolico stesso aggiunse di suo pugno che Mussolini le voleva in 24 ore, nelle sue parole "per scoraggiare i tedeschi a venire incontro alle nostre proposte".
Nel 1935 fu inviato come ambasciatore a Berlino, ove rimase fino a dopo l'inizio del secondo conflitto mondiale. In questo ruolo assistette alla formazione dell'Asse, alleanza fra l'Italia fascista e la Germania nazista, in stretta collaborazione con Galeazzo Ciano quando questi fu ministro degli esteri. A partire dal 1939 fu in prima linea nelle trattative italo-tedesche relative alla questione altoatesina, che si concluse con le Opzioni in Alto Adige. Capì sin dall'inizio le vere intenzioni germaniche di scatenare un conflitto e si adoperò, in ciò coadiuvato da Ciano, con ogni forza per spiegare al governo italiano il vero essere della situazione. Personalmente fece sempre proposte di mediazione e di ricerca di risoluzione pacifica dei contrasti, esponendosi molte volte anche personalmente.
Il suo lavoro fu eccellente in occasione degli ultimi giorni di pace, verso la fine dell'agosto 1939: in quel frangente il "vecchio" Attolico corse incessantemente tra la sua ambasciata, la Cancelleria tedesca e le ambasciate di Gran Bretagna e Francia con dispacci di mediazione e con proposte - spesso prese di sua iniziativa - per salvare la pace.
Questi tentativi di evitare, almeno all'Italia, la guerra, valsero ad Attolico l'antipatia e il disprezzo di Hitler e Ribbentrop, che chiesero a Mussolini - e ottennero - la sua sostituzione con Dino Alfieri, un uomo più allineato e certamente molto meno esperto ed astuto del suo predecessore. 
Galeazzo Ciano, grato all'amico per il suo fedele operato, riuscì a farlo nominare nel 1940 Ambasciatore d'Italia presso la Santa Sede, carica che il conte Attolico ricoprì sino alla morte.

## Vita privata
Per l'impegno profuso da Bernardo Attolico nel servizio diplomatico alla nazione, nel 1942 il re Vittorio Emanuele III gli conferì motu proprio il titolo ereditario di conte di Adelfia.
Nel 1924 si unì in matrimonio con Eleonora Pietromarchi, sorella di Luca, in seguito anch'egli ambasciatore. Anche i figli Giacomo e Bartolomeo hanno seguito la carriera diplomatica.